# Конрад I (граф Люксембурга)
Конрад I (около 1040 — 8 августа 1086) — граф Люксембурга в 1059—1086 годах.

## Биография
Конрад I был сыном Гизельберта. Он вступил на престол в 1059 году после смерти отца.

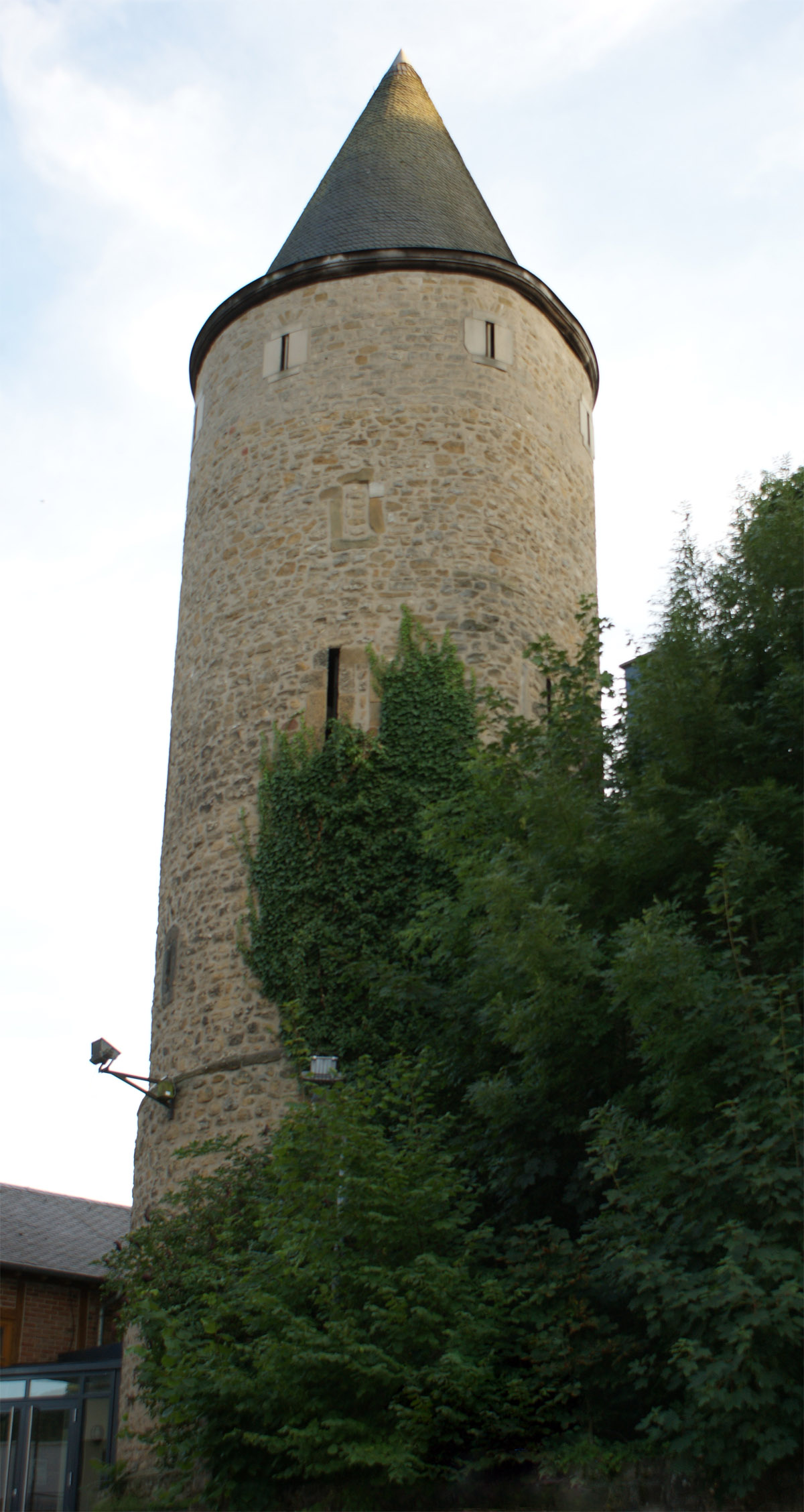
Башня аббатства Альтмюнстер, единственная сохранившаяся его часть

Конрад I был втянут в спор с архиепископом Трира, требовавшим отделения аббатства Сен-Максимин, на что Конрад ответил решительным отказом. За это архиепископ отлучил графа от церкви.
После отлучения Конрад I отправился в паломничество в Иерусалим. Умер 8 августа 1086 года, на обратном пути в Италию.
Основал аббатство Орваль и Мюнстерское аббатство в Люксембурге. Похоронен в этом аббатстве в 1090 году.

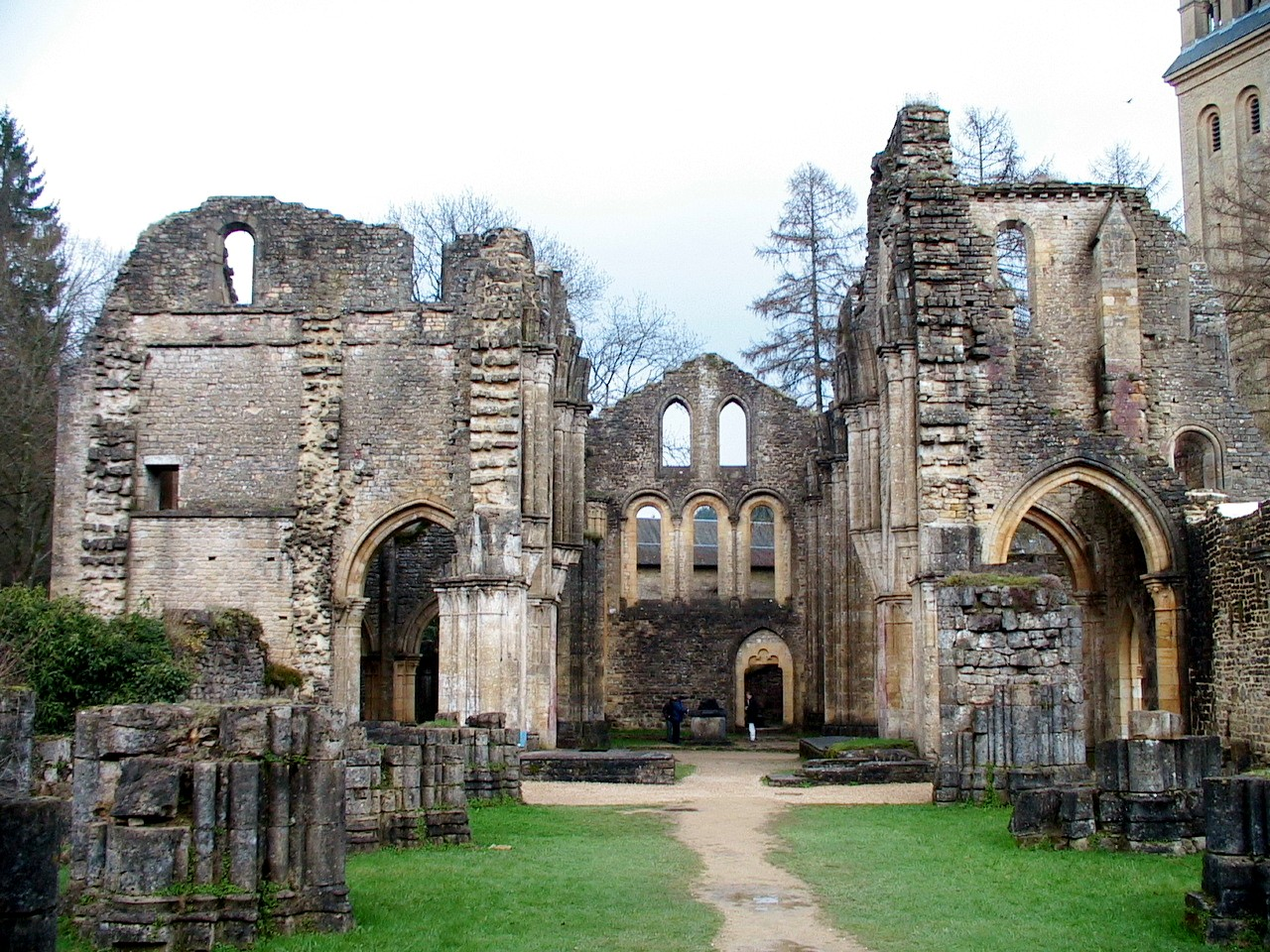
Руины аббатства Орваль, основанного Конрадом I

## Брак и дети
Существуют противоречивые сведения об имени и происхождении жены Конрада I. Иногда предполагают наличие двух жен. По сведениям хроники Альберика из Труа-Фонтен женой Конрада I была Эрмезинда, графиня Лонгви. По монастырским документам жену Конрада I звали Клеменция. Согласно традиционной гипотезе его женой была Клеменция Аквитанская, графиня Лонгви, дочь Гильома VII, герцога Аквитанского, мать всех его детей:
- Матильда,  муж: Готфрид III, граф в Блисгау (умер после 1098),
- Генрих (умер в 1096), граф Люксембурга (1086 — 1096),
- Рудольф (умер в 1099), аббат монастыря Сен-Ван в Вердене (1075 — 1099),
- Конрад (умер после 1090),
- Адальберон (убит в начале 1098 в Антиохии), архидиакон в Мецском соборе,
- Эрмезинда (умерла в 1141), наследница Лонгви и Люксембурга после смерти её племянника Конрада II,
- Вильгельм (умер 1129/1131), граф Люксембурга (1096 — 1129/1131).